# じゃじゃ丸撃魔伝 幻の金魔城
『じゃじゃ丸撃魔伝 幻の金魔城』(じゃじゃまるげきまでん まぼろしのきんまじょう)は、1990年5月29日にファミリーコンピュータ用ソフトとしてジャレコから発売されたアクションRPGである。
『忍者じゃじゃ丸くん』（1985年）シリーズの1作である本作は、『ゼルダの伝説』（1986年）のような画面見下ろし型、画面切り替え方式のアクションRPGとなっている。物語の黒幕を倒しさらわれたさくら姫と殿様を助けるため、各地の「守護妖魔」と呼ばれるボス格の敵を倒し、様々な効果を持つ霊術を集めるのが大まかなゲームの流れとなっている。なお、本作のBGMは多和田吏が担当している。

## ゲーム内容
ゲームは村や各ダンジョンが配置されているマップ画面から、村やダンジョンを行き来して物語を進めていく。本作は大まかに5つのエリアに分かれており、そこに村やダンジョンが点在する形となっている。
村では村人からの情報収集、お金を払っての万屋での買い物や宿屋での宿泊(体力と霊力が全回復する)、妖術師の家でのゲームデータのセーブなどを行う事ができる。
ダンジョンでは戦闘、探索を行う。ダンジョン内にいる敵を倒すとお金を落とす事があり、またダンジョン内にある宝箱からもお金やアイテムを入手できる。
その他、一定数の敵を倒すとじゃじゃ丸の体力が少し回復する。ダンジョン最奥にいる守護妖魔を倒したりイベントをこなすと各種霊術が手に入り、それによりじゃじゃ丸の体力や霊術の上限が増える。じゃじゃ丸の体力が無くなるとゲームオーバーとなり、「ふっかつ」(入手したアイテムなどはそのままに、所持金が半分になった上で前回セーブした所からやり直し)、「りとらい」(前回セーブした所からやり直し、所持金やアイテムなどはセーブした時の状態に戻る)、「おしまい」(セーブを行わず、ゲームを終了させる)のどれかを選ぶ事となる。

### 霊術
本作に登場する霊術を記述する。じゃじゃ丸が用いる「霊術」は新しく入手するたび、サブ画面の仁仏の曼陀羅に書き加えられていく。術を使うとそれぞれ決められた量の霊力を消費する。
土とんの術
一定時間、土の中に潜って移動・攻撃ができる。潜っている間は敵の攻撃は当たらない。
火球の術
火の玉を発射し、遠距離攻撃ができる。
とんぷくの術
じゃじゃ丸の体力を一定量回復する。
分身の術
一定時間、じゃじゃ丸の周りに分身を出して敵を攻撃する。
身帰りの術
ダンジョンの中から、一瞬で外へ出る。使用できない場所もある。
鬼火の術
敵を追尾する炎を発射する。Bボタンを押し続ける事によって威力が上がる。
敵だんごの術
画面上の雑魚敵を一定時間団子に変える。団子を食べると体力が回復する。
雷竜の術
雷を落とし、画面全体の敵にダメージを与える。
仁王炎の術
じゃじゃ丸が火炎の塊に変身し、4方向に火球を発射する。大魔獣戦でのみ使用可能。

### アイテム
本作に登場するアイテムを記述する。
武器
- 忍びの分銅(しのびのふんどう) - 初期装備。分銅を飛ばして敵を攻撃する。
- 鬼の分銅(おにのふんどう) - 忍びの分銅よりも攻撃力が高く、またリーチも長い。万屋で購入する事ができる。
- 手裏剣(しゅりけん) - 手裏剣を投げて遠距離攻撃ができる。残数制。万屋で購入できる。
- 爆烈玉(ばくれつだま) - 爆弾を投げ、爆発で敵を攻撃する。残数制。万屋で購入できる。

防具
- 仏の盾(ほとけのたて) - 敵の吐く弾を、正面からに限り防ぐ事が可能。万屋で購入する事ができる。
- 仁仏の装束(にぶつのしょうぞく) - 防御力が上がる服。とある場所の宝箱に入っている。

道具
各道具は1回使うと量が半分になり、2回使うと無くなる。
- 薬(くすり) - じゃじゃ丸の体力を回復させる。万屋で購入可能。
- 霊薬(れいやく) - じゃじゃ丸の霊力を回復させる。万屋で購入可能。
- 油瓶(あぶらびん) - 暗闇に包まれたダンジョンを明るくする。万屋で購入可能。

宝
- 無心の鍵(むしんのかぎ) - 開かずの洞窟の扉を開ける。
- 仙人の水蜘蛛(せんにんのみずぐも) - 赤毒の沼に侵入してもダメージを受けなくなる。
- 日輪のお札(にちりんのおふだ) - 雷雲の峠にかかっている雲を晴らす。
- 水晶(すいしょう) - もんじゃ寺に入るのに必要。
- 河童の皿鏡(かっぱのさらかがみ) - 開かずの洞窟のとなりにある扉が見えるようになる。
- なまずのほら貝(なまずのほらがい) - なまず島にいくのに必要。
- 青い塔の鍵(あおいとうのかぎ) - 双子の塔・青い塔の扉を開ける。
- 赤い塔の鍵(あかいとうのかぎ) - 双子の塔・赤い塔の扉を開ける。
- 夕凪のしずく(ゆうなぎのしずく) - 孤島にある邪水の砦に入るのに必要。

## あらすじ
ある夜、1人の傷ついた侍が忍びの村へとたどり着いた。侍は城が得体の知れない化け物たちに滅ぼされた事、そして殿とさくら姫が連れ去られた事を告げ、さらに伝説の「大魔獣」が復活するかも知れない事、大魔獣の復活に対抗するには殿から託された曼陀羅に、国中に散らばる8つの霊術を収める必要がある事を伝える。忍びの村の長老は、侍から預かった「仁仏の曼陀羅(にぶつのまんだら)」と村に伝わる「忍びの分銅」を光の力を持つ忍者、じゃじゃ丸に授け、8つの霊術を集めるように命じる。そしてじゃじゃ丸は、旅の途中で「大妖僧」なる者が大魔獣復活を目論んでいる事を知る。

## マップ構成
本作は大まかに5つのエリアに分かれており、そこに村やダンジョンが点在する形となっている。
エリア1
- 忍びの村
- ご城下の村
- 入らずの森
- 廃墟の城
- 開かずの洞窟

守護妖魔：魔界仏(まかいぶつ)
- 赤毒の沼
- 赤毒の塔

守護妖魔：赤毒龍(せきどくりゅう)
- 雷雲の峠

エリア2
- 墓守の村
- 河童の隠れ里
- 三つ首の草原

守護妖魔：地鳴り坊(じなりぼう)
- 水晶の風穴
- もんじゃ寺

守護妖魔：人喰い和尚(ひとくいおしょう)
- 古代墓地

エリア3
- 海辺の村
- 悪霊の松原
- なまず島
- 双子の塔

守護妖魔：玄妖岩(げんようがん)
- 悪霊船[注 2]

守護妖魔：水妖魔(すいようま)
- 復活の渦[注 3]

守護妖魔：大魔獣(だいまじゅう)
エリア4
- 孤島の村
- 邪水の砦

守護妖魔：邪水の精(じゃすいのせい)
エリア5
- よみのほこら
- 金魔城

守護妖魔：大妖僧(だいようそう)

## 登場キャラクター
じゃじゃ丸
シリーズの主人公である光の少年忍者。大妖僧の打倒、そして大魔獣の復活に対抗するため、霊術を集める旅に出る。
さくら姫
シリーズのヒロイン。城が襲われた際、大妖僧に連れ去られる。
殿
さくら姫の父である城の殿様。さくら姫と共に連れ去られる。
長老
忍びの村の長老。大妖僧、大魔獣を倒すため、じゃじゃ丸に仁仏の曼陀羅と忍びの分銅を授ける。
侍
忍びの村へとたどり着いた傷ついた侍。城が襲われた事とさくら姫たちが連れ去られた事を伝える。
占い師
城の占い師。廃墟となった城に隠れており、じゃじゃ丸に「無心の鍵」を渡す。
ひろべえじいさん
ご城下の村に住む老人。魔物によって孫が連れ去られてしまう。
おさち
墓守の村に住む村娘。村から離れた所にあるもんじゃ寺にいったきり帰ってこなくなる。
河童の長老
隠れ里に住む河童たちの長老。じゃじゃ丸に「河童の皿鏡」を渡す。
なまず太夫
本作では味方として登場する。なまず島に住む妖術師で海辺の村を守っていたが、大妖僧に敗れ双子の塔に幽閉される。
人魚の姫様
孤島の村に住む人魚たちの姫。島を支配する水の精のため悩み苦しんでいる。
大妖僧
大魔獣復活を企む地獄の僧侶。城を襲いさくら姫と殿を連れ去った。金魔城の頂上にてじゃじゃ丸を待ち構える。
大魔獣
大妖僧が復活を企てている伝説の邪神。物語の最終盤、復活する事となる。

## 他機種版
| No. | タイトル                    | 発売日         | 対応機種        | 開発元             | 発売元             | メディア                            | 型式 | 備考            | 出典          |
| --- | --------------------------- | -------------- | --------------- | ------------------ | ------------------ | ----------------------------------- | ---- | --------------- | ------------- |
| 1   | 忍者じゃじゃ丸 コレクション | 2019年12月12日 | Nintendo Switch | シティコネクション | シティコネクション | Switch専用ゲームカード ダウンロード | -    | 収録ソフトの1つ | [ 13 ] [ 14 ] |
| 2   | 忍者じゃじゃ丸 コレクション | 2021年5月20日  | PlayStation 4   | シティコネクション | シティコネクション | BD-ROM ダウンロード                 | -    | 収録ソフトの1つ | [ 15 ] [ 16 ] |

## スタッフ
- プログラム:IDOL FREAK‥いがくら-にじのしょうねん-やすお(猪ヶ倉康雄)、らっきいてんし あけみ、AKIHIRO YOSHIDA(吉田明広)、TRIPROLL-とまる
- グラフィック:すずき SABOTEN あつし、Y.HIROSE、わたなべ ただひこ(渡辺忠彦)
- サウンド:TAWADA ももらん! TSUKASA(多和田吏)
- スペシャルサンクス:M.R.C.T.とKAME、おもたに ともじ(面谷知志)、てすとぷれいや～のみなさん
- クリエイト:HELLO STONES ～ SAKAMOTO

## 評価
ゲーム誌『ファミコン通信」の「クロスレビュー」では合計25点（満40点）、『ファミリーコンピュータMagazine』の読者投票による「ゲーム通信簿」での評価は以下の通りとなっており、17.31点（満30点）となっている。
| 項目 | キャラクタ | 音楽 | 操作性 | 熱中度 | お買得度 | オリジナリティ | 総合  |
| 得点 | 3.11       | 2.89 | 2.86   | 2.86   | 2.81     | 2.78           | 17.31 |